# 브라상푸이

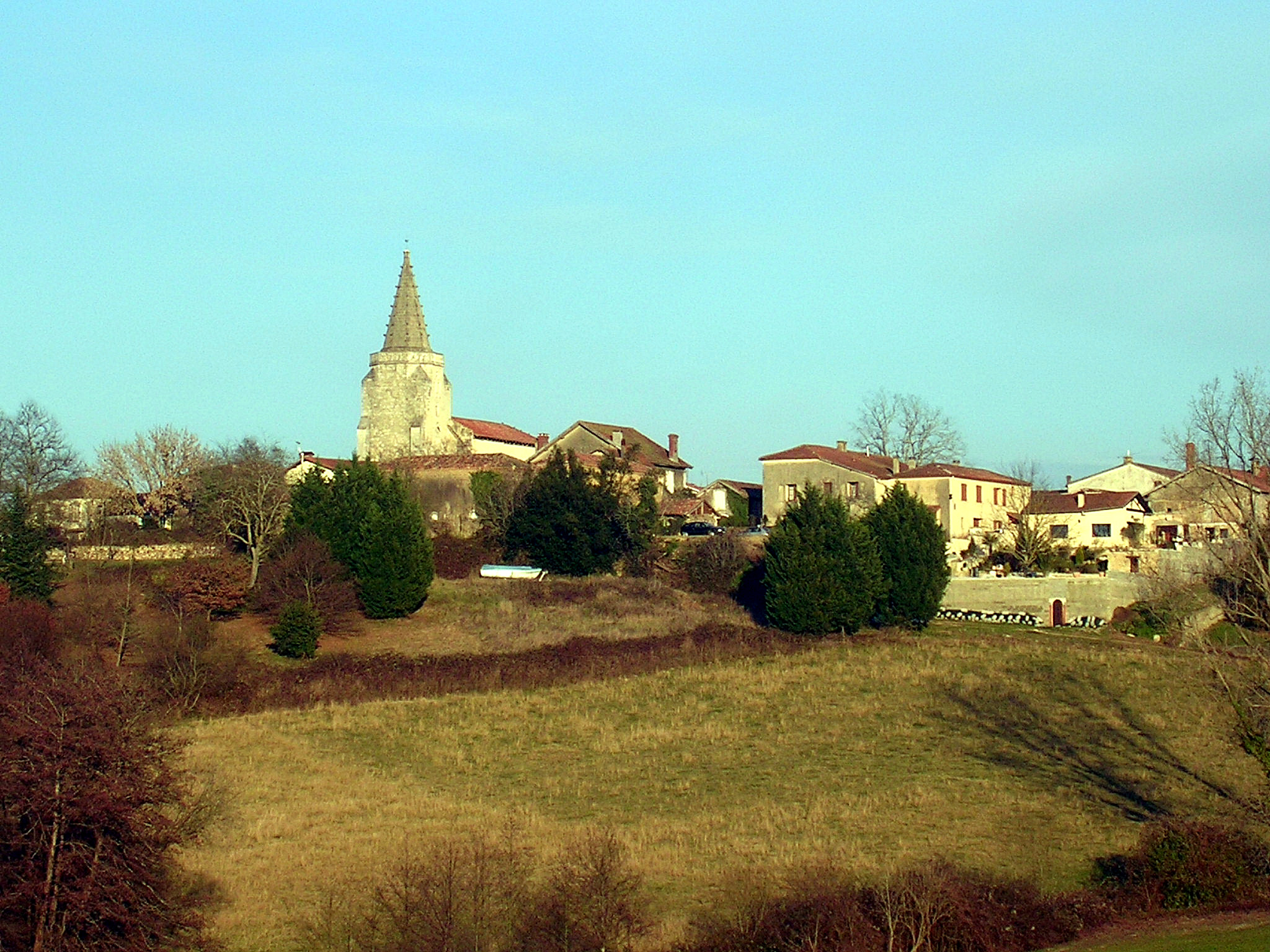

브라상푸이(Brassempouy)는 서남 프랑스(southwestern) 누벨아키텐의 랑드 주의 코뮌이다. 그 범위는 몽드마르상부터 오르테즈(Orthez)이다.

## 인구
| 연도 | 인구 | ±%    |
| ---- | ---- | ----- |
| 1962 | 307  | —     |
| 1968 | 332  | +8.1% |
| 1975 | 309  | −6.9% |
| 1982 | 291  | −5.8% |
| 1990 | 279  | −4.1% |
| 1999 | 268  | −3.9% |
| 2006 | 289  | +7.8% |
| 2013 | 276  | −4.5% |

## 같이 보기
- 브라상푸이의 비너스(The Venus of Brassempouy)